# تانگ لی (مهندس)
تانگ لی (تولد ۵ دسامبر ۱۹۶۵) یک مهندس تسلیحات هسته‌ای چینی است که معاون مؤسسه فیزیک کاربردی و ریاضیات محاسباتی پکن و یک آکادمی آکادمی مهندسی چین است . تانگ در شهرستان ییکسینگ ، جیانگ سو به دنیا آمد.  پدرش Tang Xisheng آکادمیک آکادمی مهندسی چین است .  در سال ۱۹۸۴ در دانشگاه بیهانگ در رشته آیرودینامیک ثبت نام کرد.  پس از فارغ التحصیلی در سال ۱۹۸۸، او به موسسه فیزیک کاربردی و ریاضیات محاسباتی پکن اعزام شد، جایی که در فوریه۲۰۰۳ به معاونت مهندس ارشد و در دسامبر ۲۰۰۵ معاون رئیس جمهور ارتقا یافت 

## افتخارات و جوایز
- جایزه دولتی پیشرفت علم و فناوری ۲۰۰۶ (کلاس اول) [۳]
- جایزه دولتی پیشرفت علم و فناوری ۲۰۰۸ (کلاس اول) [۳]
- جایزه دولتی پیشرفت علم و فناوری ۲۰۱۳ (کلاس اول) [۳]
- جایزه پیشرفت علم و فناوری ۲۰۱۶ بنیاد هو لئونگ هو لی
- ۲۷ نوامبر ۲۰۱۷ عضو آکادمی مهندسی چین (CAE) [۴]